# Neka vlada haos!
Neka vlada haos! je epizoda Dilan Doga objavljena u Srbiji premijerno u svesci #178 u izdanju Veselog četvrtka. Na kioscima se pojavila 30. septembra 2021. Koštala je 270 din (2,3 €; 2,7 $). Imala je 94 strane.

## Originalna epizoda
Originalna epizoda pod nazivom Che regni il caos! objavljena je premijerno u #387 regularne edicije Dilana Doga u Italiji u izdanju Bonelija. Izašla je 29. novembra 2018. Naslovnu stranicu je nacrtao Điđi Kavenađo. Scenario je napisao Roberto Reccioni, a nacrtali Leomacs i Nizzoli Marco. Koštala je 4,4 €.

## Kratak sadržaj
Džon Gost u svojoj kancelariji objašnjava evoluciju čovečanstva Akselu Nilu, ubici bez razloga. Goust mu daje sekiru, nakon čega Aksl izlazi na ulice Lonodona i ubija svakog na koga naiđe. Policija ne uspeva da zaustavi Aksla. Dilanu to polazi za rukm, nakon čega ga engleska kraljica proglašava za viteza. Ovu priliku iskoristio je Džon Goust, koji pravi internet platformu koristeći Dilanov lik da pozove sve ljude da budu heroji kao Dilan. Epizoda se završava susretom Dilana i Gousta u kome Goust Dilana upoznaje sa skorašnjim smakom sveta koji će nastupiti nakon udara ogromnog meteora (dvostruka veličina Teksasa) u Zemlju.

## Značaj epizode
Džon Goust izlaže teoriju haosa i evolucije koja determiniše sadržaj narednih 13 epizoda. Svaki uređen sistem ima težnju da oslabi i propadne, pogotovo kada dođe pod udar primitivnih kolektiva. (Goust ovo izlaže prizivajući istorijske primere.) Da bi se evolucija kontrolisala i propast ublažila, u sistem je potrebno ubaciti elemenat haosa. (Sada se bolje razume koncept haosa koji je započet u #132 pod nazivom U službi haosa. Haos u ovom slučaju pravi Aksl Nil, koji je Goustov nagovor počinje da besciljno ubija po ulicama Londona.) Goust od Dilana pravi heroja koji treba da bude orijentir u haosu koji će nastati kada se otkrije da Meteor treba da udari u zemlju i napravi apokalipsu. Dilanova uloga u spasavanju čovečanstva, međutim, ostaje nejasna sve do epizode Bolest M (#188) u kojoj se detaljnije razjašnjava.

## Odbrojavanje do udara meteora
Od ove epizode počinje zvanično veliko finale i odbrojavane (na naslovnim stranama) do udara meteora u Zemlju. Ovo odbrojavanje traje do #399, tj. #400 originalne serije, tj. do #191-2 Veselog četvrtka. (Veseli četvrtak je već objavio #400 pod nazivom A danas apokalipsa u luksuznom izdanju 19.11.2020. na formatu A4.) Nakon ove epizode, serijal Dilan Doga je resetovan. (Ovo je već drugi Bonelijev junak koji je doživeo reset. Prvi je bio Mister No.)

## Inspiracija rok muzikom i filmom
Lik Aksela Nila urađen je po uzoru na pevača i gitaristu grupe Guns'n'Roses. Lik nosi ime pevača Aksela Roza, ali izgleda kao gitarista Sleš. Dok seje haos po ulicama, Aksl reцituje stihove metal benda AC/DC iz njihovog hita T.N.T. Uvodne scene u kojima Dž. Goust objašnjava Akeselu evoluciju čovečanstva inspirisane su uvodnim scenama Kjubrikovog filma 2001: Svemirska odiseja iz 1968. godine. Goust koristi fraze iz filma Smrtonosna privlačnost iz 1988. godine.

## Prethodna i naredna epizoda
Prethodna sveska nosila je naslov Hipolita (#177), a naredna Vežba broj 6 (#179).